# Dorcasomus pinehyi
Dorcasomus pinehyi är en skalbaggsart som beskrevs av Reé Michel Quentin och Jean François Villiers 1970. Dorcasomus pinehyi ingår i släktet Dorcasomus och familjen långhorningar.
Artens utbredningsområde är:
- Malawi.
- Zimbabwe.

Inga underarter finns listade i Catalogue of Life.